# どうしてますか
「どうしてますか」は、1986年3月5日にリリースされた原田知世の8枚目のシングル。CBS・ソニー / KADOKAWA RECORDSより発売された。

## 概要
表題曲「どうしてますか」は、バンドサウンドをベースにストリングスアレンジを加味したミドルテンポの楽曲。原田自身が出演した日本生命CMソングとして使用された。
初回プレス盤は、レコード盤がクリア（透明）レコード仕様となっている。

## チャート成績
オリコンチャートの登場週数は11週、チャート最高順位は週間7位、累計10.0万枚のセールスを記録した。

## 収録曲
| 全編曲: 大村雅朗。 |                      |           |           |      |
| #                  | タイトル             | 作詞      | 作曲      | 時間 |
| 1.                 | 「どうしてますか」   | 田口俊    | 林哲司    | 4:29 |
| 2.                 | 「もう妖精じゃない」 | 尾崎亜美  | 尾崎亜美  | 3:50 |
| 合計時間:          | 合計時間:            | 合計時間: | 合計時間: | 8:19 |